# Vandregisil de Fontenelle
Vandregisil de Fontenelle, en francès Wandrille, anomenat també Wandó (en llatí Wandregisil, del germànic Wandergisel, és a dir «company de camí» ») (prop de Verdun, Regne Franc ~600 - Saint-Wandrille-Rançon, 22 de juliol del 668), fou un monjo, fundador de l'abadia de Fontenelle. És venerat com a sant per diverses confessions cristianes.

## Biografia
Vandregisil era originari d'una família noble d'Austràsia; era net de Waldrada, la germana de Pipí de Landen. Va treballar a l'alta administració sota el rei Dagobert I i es va casar en resposta a la voluntat dels seus pares cap a l'any 630. La seva dona i ell mateix, però, van decidir dedicar-se a fer vida monacal.
Va viure al començament de la seva vida monàstica al monestir de Montfaucon (el monestir de Montfaucon va tenir una existència efímera i va desaparèixer al començament del segle IX). Va distribuir els seus béns als pobres i després d'algun temps va tenir un somni, en resposta al qual va decidir anar a Bobbio (regió de Pavia, Itàlia del nord, fundat per Sant Columbà el 614 i vigent fins al 1803) vers el 635.
La seva vida cenobítica fou reconeguda per la seva abnegació i sacrifici, i arribava a recitar el saltiri en ple hivern en un riu gelat per «lluitar contra la temptació». Cap a 635 va decidir de fugir de Bobbio, ja que el seu nom hi començava a ser massa conegut, i va voler dirigir-se cap a Irlanda. Es va aturar de camí i es va instal·lar al Jura, a Romainmôtier, on va viure en obediència a un abat durant prop de deu anys. Els seus amics del palau, Aldoè i Eloi (que també foren canonitzats) no van poder deixar la cort més que després de la mort del rei Dagobert el 639. El 641, Aldoè fou designat bisbe de Rouen.
Vandregisil es va retirar amb aquest amic. Va esdevenir llavors diaca, després sacerdot, consagrat per Audomar, bisbe de Thérouanne. Vandregisil va evangelitzar llavors les campanyes de la rodalia de Rouen, que eren encara paganes en aquell temps; desitjava, però, continuar portant una vida monàstica. Es va instal·lar llavors a Fontenelle, al bosc de Jumièges (lloc que portarà més tard el seu nom Saint-Wandrille-Rançon) on va fundar un monestir l'1 de març del 649, que es convertira en l'abadia de Saint-Wandrille. El seu orde monàstic va estar fonamentat en «la unió, la caritat i la humilitat», i Vandregisil va demanar sobre el seu llit de mort «feu de manera de no tenir mai dissensió entre vosaltres».
La regla de sant Vandregisil, perduda, fou reemplaçada poc després per la regla benedictina.

## Veneració i relíquies
En el transcurs dels estralls perpetrats pels normands, les relíquies del sant van ser diverses vegades transferides de Fontenelle al priorat de Rivecourt. El primer d'aquestos trasllats es va fer l'any 862 i el darrer l'any 944.
Els monjos portadors de les relíquies dels sants Ansbert de Fontenelle i Vandregisil van trobar l'hospitalitat del monestir de dones de Blangy-sur-Ternoise (Pas-de-Calais), cap al 875 i hi van ser durant vint anys. D'allà, els monjos van portar les relíquies a Boulogne-sur-Mer d'on no es van moure més durant mig segle.
És allà que el comte de Flandes, Arnold el Gran, que sentia una gran devoció envers les relíquies, va anar el 944 a buscar els cossos d'aquests sants personatges, Vandregisil i Ansbert, quan a instàncies de Gerard de Brogne, es va decidir a fer-ne entrega a l'abadia benedictina de Sint-Pietersabdij a Gant.